# Снежина Гогова
Снежина Гогова е български езиковед, синолог (китаист) и социолингвист. Професор по китайска фонетика и фонология, бивш преподавател по китайско езикознание във Факултета по класически и нови филологии към Катедрата за езици и култури на Източна Азия на СУ.

## Биография
Снежина Гогова завършва българска филология и втора специалност китайски език в Софийския университет през 1961 г. с дипломна работа на тема „Видо-временни отношения в български и китайски език“ с научен ръководител проф. Любомир Андрейчин. От ноември 1961 до февруари 1962 г. работи с китайския книжен фонд в Ориенталския отдел на Народната библиотека. От февруари до декември 1962 г. води упражнения на китайски специализанти по превод на български език от китайска преса към Катедрата по български език за чужденци на СУ. След заминаването им от януари до юли 1963 преподава български език на чуждестранни студенти в същата катедра. От септември 1963 г. е хоноруван преподавател в новосъздадения Институт за чуждестранни студенти (ИЧС) в София. През 1965 г. е изпратена за две години да преподава български език на китайски студенти във Втори пекински институт за чужди езици, но поради т. нар. Културна революция в Китай остава само там само една година. През 1966 г. след конкурс става редовен преподавател по български език в ИЧС.
През януари 1972 г. след конкурс е изпратена на редовна аспирантура в Института за Далечния изток в Москва. През 1975 защитава в Московския държавен университет „М. В. Ломоносов“ дисертация на социолингвистична тема „Лингвистические проблемы культурного строительства в КНР“. След защитата от ноември 1975 до април 1977 г. е научен сътрудник II ст. в Центъра за Африка и Азия на БАН.
От май 1977 г. е главен асистент в Катедрата за източни езици във Факултет по класически и нови филологии на Софийския университет, където продължава да преподава до 2007 г.
От 1984 г. е член на Съюза на научните работници в България, секция „Филологически науки“. От септември 1984 до септември 1986 г. тя е преподавател по български език на китайски студенти българска филология в Пекинския университет по чужди езици.
През март 1989 г. е избрана за доцент по китайска диалектология и води лекторат по китайски език и китайска социолингвистика. След откриването на специалност Китайска филология, сега Китаистика, от 1991 до 2007 г. преподава последователно теоретичните дисциплини Увод в китайското езикознание (I курс), Китайска фонетика и фонология (II курс), Китайска морфология, Китайски синтаксис (III курс), Китайска диалектология (IV курс) и Социолингвистика на китайския език (IV курс).
В началото на 1990-те години тя провежда в Китай психолингвистичен експеримент, основан на принципа стимул – реакция (S – R), с носители на китайски език като роден.
През 1997 г. защитава докторска дисертация на тема „Свободните словни асоциации в китайския език“ и ѝ присъждат степен „доктор на филологическите науки“.
През април 2000 г. е избрана за професор по китайска фонетика и фонология. От 2007 до 2011 г. е член на Специализирания научен съвет по общо езикознание, класически и нови езици при Висшата атестационна комисия (ВАК).

## Семейство
Женена е за скулптора доц. Петър Куцаров, с когото има две деца.

### Публикации
- Гогова, Снежина; Антова, Евгения. Относно валентността на българския глагол: наблюдения върху валентността на глагола 'мисля'. В: Сборник доклади и съобщения, изнесени на научно – лингвистична сесия на ИЧС, София, 1970, 113 – 123.
- Гогова, Снежина. Проблеми и постижения на съветската социолингвистика. В: Руски и западни езици, София, 1978, 3, 13 – 23.
- Гогова, Снежина. Три книги за китайския език. В: Съпоставително езикознание, София, 1980, 3, 62 – 66.
- Иван Дуриданов, Красимира Минкова, Снежина Гогова. Списък на транскрибираните географски имена от Непал и част от Китай. Главно управление по геодезия, картография и кадастър. Съвет за правопис и транскрипция на географските имена, София, 1984, 43 стр.
- Гогова, Снежина. Отношението стандарт – субстандарт в многодиалектното общество (на примера на китайския език) (Тезиси). В: Юбилейна научна сесия на ФКНФ, София, 1985, 178 – 183.
- Гогова, Снежина. Социолингвистични особености на художествената комуникация в Китай. В: Проблеми на социолингвистиката. Ч. 2, София, 1988, 37 – 50.
- Гогова, Снежина. Относно морфемата zhe в китайския език. Годишник на софийския университет, ФКНФ, т.79, кн. 2, 1989.
- Гогова, Снежина. Социолингвистика и диалектология (върху материала на китайския език). В: Проблеми на социолингвистиката. Ч. 2, София, 1990, 117 – 125.
- Гогова, Снежина. Относно вокализма в китайския език (в съпоставка с българския език). В: Съпоставително езикознание, София, 1992, 1, 47 – 62.
- Гогова, Снежина. Относно консонантизма в китайския език (в съпоставка с българския език). В: Съпоставително езикознание, София, 1994, 2, 15 – 22.
- Гогова, Снежина. Относно асоциативната номинация на някои глаголи – стимули в китайския език (въз основа на психолингвистичен експеримент). В: Библиотека Кореана. Корея, Традиции и съвременност, София, 1996, 143 – 147.
- Гогова, Снежина. Социолингвистична характеристика на свободните асоциации в китайския език (въз основа на експеримент). Проблеми на социолингвистиката, T.V, Езикът и социалните контакти. Материали от петата международна конференция по социолингвистика. София, 14 – 16 септември 1995, София, 1996, 139 – 140.
- Гогова, Снежина. Относно съвременното състояние на китайския книжовен език – моносилабизъм / полисилабизъм. Проблеми на социолингвистиката. Т. VI, Език и съвременност. Доклади от VI международна конференция по социолингвистика. Шумен, 26 – 29 септември 1997, София, 1999, 69 – 70.
- Гогова, Снежина. Относно тоналната система и прозодията в китайския език. B: Библиотека Кореана. Студии по кореистика, С, 1999, 2, 81 – 96.
- Гогова, Снежина. Относно аспектуалността в китайския език. В: Библиотека Кореана. Студии по кореистика, София, 2001, 5, 89 – 106.
- Гогова, Снежина. Арабските заемки в китайския език. В: Арабистика и ислямознание. София, 2001, 258 – 265
- Гогова, Снежина. Кратка асоциативна граматика на китайския език, В: Библиотека Кореана. Студии по кореистика, Кн. 6, София, 2002, 123 – 155
- Гогова, Снежина. Относно диглосията в съвременното китайско общество, Проблеми на социолигвистиката, VII, Билингвизъм и диглосия, София, 2002, 124 – 126
- Гогова, Снежина. Относно словореда в китайския език. Студии по Кореистика. Кн. 7, София, 2003, 121 – 131
- Гогова, Снежина. Още относно категорията аспект в китайския език (в съпоставка с българския език). Юбилеен сборник. 10 години специалност Кореистика в Софийския университет „Свети климент Охридски“. Ех – М, София, 2005, 140 – 158.
- Гогова, Снежина. Относно типологичната характеристика на съвременния китайски книжовен език (СККЕ), Национална научна конференция на тема „Словото – класическо и ново“, Софийски университет „Св. Климент Охридски“, Факултет по класически и нови филологии 5 – 6 декември 2005 г.
- Гогова, Снежина. Начините на действието в китайския език (в съпоставка с българския език), Конференция по случай 85-годишнината (и смъртта) на академик Иван Дуриданов, 2005 (под печат).
- Гогова, Снежина. Типологична характеристика на съвременния китайскщи език. Национална научна конференция на тема „Словото – класическо и ново“ Конференция, посветена на 40-годишнината от създаването на самостоятелен Факултета по класически и нови филологии, Том 2/2005, София, 2007, 285 – 295.
- Гогова, Снежина. Дом, семейство, jia 家 в китайските словни асоциации. Филологията – класическа и нова: Юбилейна научна конференция на Факултета по класически и нови филологии, София, Университетско издаделство „Св. Климент Охридски“, 2016, 55 – 59.

На руски
- Гогова, Снежина. Дискуссия по социолинвистическим проблемам в Китае 20-х годов. В: Пятая научная конференция „Общество и государство в Китае“. Тезисы и доклады. Ч.II, Москва, 1974, 298 – 299.
- Гогова, Снежина. Лингвистическая характеристика личности в современном китайском обществе. В: Шестая научная конференция „Общество и государство в Китае“. Тезисы и доклады. Ч. III, Москва, 1975, 571 – 579.
- Гогова, Снежина. О языке обучения в современной китайской школе. В: Седьмая научная конференция „Общество и государство в Китае“. Тезисы и доклады. Ч. III, Москва, 1976, 606 – 613.
- Гогова, Снежина. О варьировании и стилях современного китайского литературного язика. В: Одиннадцатая научная конференция „Общество и государство в Китае“. Тезисы и доклады. Ч. III, Москва, 1980, 187 – 198.
- Гогова, Снежина. О некоторых аспектах основных социолингвистических проблем в современном китайском обществе. В: Теоретические проблемы восточного языкознания. Ч. VI, Москва, 1982, 126 – 128.
- Гогова, Снежина. О диалектно-диахронной вариантности китайского языка. В: Вариантность как свойство языковой системы. (Тезисы докладов). Ч. I, Москва, 1982, 80 – 82.
- Гогова, Снежина. Двуязычие и диглоссия в современном Китае. В: Четырнадцатая научная конференция * „Общество и государство в Китае“. Тезисы и доклады. Ч. III, Москва, 1983, 237 – 240
- Гогова, Снежина. Проблема аспекта в некоторых южных китайских диалектах. В: Филология, София, 1987, № 19 – 20, 91 – 97.
- Гогова, Снежина. О некоторых праболгарских письменных знаках. In: Sixieme Congrees International d'Etudes du Sud Est Europeen, Resumes des Communications Linguistique, Sofia, 30 aout–5 septembre 1989, Sofia, 1989, 6 – 7.
- Гогова, Снежина. Желания и стремления современных китайцев. Tautos vairdas kalbojie. Mokslines konferencijos medziaga. Šiaulilai, 1994 m. kovo 3 – 4 d. Šhauliai, 1994. Lithuania, 35 – 39.
- Гогова, Снежина. Традиционное и новое в этническом и языковом сознании современных китайцев (на материале психолингвистического эксперимента. В: Этническое и языковое самосознание. В: Материалы конференции (Москва 13 – 15 декабря 1995), Москва, 1995, 31 – 32.
- Гогова, Снежина. Современные китайцы с этнопсихологической точки зрения. B: Этнопсихологические аспекты преподавания иностранных языков, Москва, 1996, 27 – 33.
- Гогова, Снежина. Время и картина мира в языковом сознании носителей китайского (КЯ) и болгарского (БЯ) языков. В: XII Международный симпозиум по психолингвистике и теории коммуникации „Языковое сознание и образ мира“. Москва, 2 – 4 июня 1997, Москва, 1997, 46.
- Гогова, С. И. Специфика китайских словных ассциаций. В: Языковое сознание Устоявшееся и спорное. XIV Международный симпозиум по психолингвистике и теории комуникации, Москва, 29 – 31 мая 2003, Москва, 2003
- Гогова, Снежина. Ассоциативная семантика современного китайского языка. XV Симпозиум по психолингвистике и теории коммуникации „Речевая деятельность, языковое сознание, общающиеся личности“ (Памяти А. А. Леонтьева посвещается), Москва, 2006, 74 – 75.
- Гогова, Снежина. Ахроматические цвета белый и черный в китайском и болгарском языках. В: Психолингвистика в XXI веке: резултаты, проблемы, перспективы. XVI международный симпозиум по психолингвистике и теории коммуникации. Москва, 15 – 17 июня 2009 г., 201 – 203.

На китайски
- Shinaixin Gegewa. 史耐新*戈戈娃. Baojialiyayu yu hanyu zhong dongci ti fangmian de duibi yanjiu.保加利亚语与汉语中动词“体”方面的对比研究， Lunwen tibao 论文提包，In: Diyi jie guoji hanyu jiaoxue taolunhui, 第一届国际汉语教学讨论会，Beijing, 北京，1985, 113 – 115.
- Shinaixin Gegewa. 史耐新*戈戈娃Baojialiyayu yu hanyu zhong dongci de „ti“ 保加利亚语与汉语中动词的“体”. In: Diyi jie gouji hanyu jiaoxue taolunhui lunwenxuan, 第一届国际汉语教学讨论会论文选，Beijing, 北京， Beijing, 1986, 337 – 345
- Sineirina Gegewa. 斯内日娜*戈戈娃. Guanyu Zhongguo de xiandai yuyan huanjing. 关于中国的现代语言环境. Disan guoji hanyu jiaoxue taolunhui lunwenxuan, 第三届国际汉语教学讨论会论文选, Beijing, 北京, 1990, 296 – 297.
- Sineirina Gegewa. 斯内日娜*戈戈娃. Guanyu hanyu zhong hengzuhe de ziyou lianxiangci. 关于汉语中衡组合的自由联想词.Disi jie guoji hanyu jiaoxue taolunhui, lunwen tiyao, 第四届国际汉语教学讨论会。论文提要。Beijing, 北京, 1993, 99 – 100.
- Sineirina Gegewa. 斯内日娜*戈戈娃.Guanyu hanyu zhong dongwuci de lianxiangci. 關於漢語中動物詞的聯想詞.Disi shijie huayuwen yantaohui lunwenji. Taipei, 第四屆世界華語文教學研討會論文集，，語文分析組，臺北， 1994, 197 – 208.

На английски
- Gogova, Snejina. On Some Problems of Word Association in the Chinese Language: results from a psycholinguistic experiment conducted with 100 word – stimuli. II. Associations with eleven verbs. Abstract. First International Conference of Chinese Linguistics, June 24 – 26, 1992. Singapore.
- Gogova, Snejina. Structure-Semantic Classification of Adjective Associations in the Chinese Language. Third International Conference of Chinese Linguistics. юли 1994, Hong Kong, 1994, 56 – 57.
- Gogova, Snejina. Some Aspects of Consciousness of Colors in the Chinese Language (on the basis of a psycholiguistic experiment). In: Language and Consciousness. An International Symposium. Abstracts. Sept. 12 – 15, Varna, 1995, 14 – 15.
- Gogova, Snejina. The Influence of Western Culture on the Lingual Consciousness of the Modern Chinese People. In: Россия и Запад: диалог культур. Вторая международная конференция. 28 – 30 ноября, 1995, Москва, 1995, 31.
- Gogova, Snejina. On Some Kinds of Bilingualism in Contemporary China. (Abstract). North American Conference on Chinese Linguistics – 11 (NACCL-11), Harvard University, Cambridge, Massachusetts, June 18 – 20, 1999, Cambridge, 1999. Panel C.
- Gogova, Snejina. Dami (rice) and mianbao (bread) in the lingual consciousness of the modern Chinese people (on the basis of psycholinguistic experiments) – в: Языковое сознание. Содержание и функционирование. XIII международный симпозиум по психолингвистике и теории коммуникации. Москва, 1 – 3 июня, 2000 г. Москва, 2000, 64 – 65.
- Gogova, Snejina. Typologic Comparison Between Chinese and Bulgarian. (Abstract). Annual Meeting of the International Association of Chinese Linguistics, 9(ICCL-9), Singapore 26 – 28 юни 2000, Singapore, 2000.
- Gogova, Snejina. Connotations in Free Word Associations in Chinese (on the bases of experiment). (Abstract), Second Conference of European Association of Chinese Linguistics, Rome Sept. 4 – 6, 2001, Rome, 2001.

### Речници
- Речник на свободните словни асоциации в китайския език (Китайско-български речник). София: Унив. изд. Св. Климент Охридски, 2004. – 391 стр.: с табл. и сх.; 24 см ISBN 954-07-1874-0 (За книгата вж. рецензията на проф. д-р Живко Бояджиев в сп. Съпоставително езикознание”, 2007, кн.1, Contrastive Linguistics, XXXI, No 1, p. 154).

### Монографии
- Гогова, Снежина. Видо-временни отношения в български и китайски език. магистърска дипломна работа за СУ „Св. Климент Охридски“, София, 1961, 99 стр. (непубл.).
- Гогова, Снежина. Линвистические проблемы культурного строительства в КНР, дисертация кандидата филогических наук. МГУ им. „М. В. Ломоносова“, Москва, 1975, 150 стр. (непубл).
- Гогова, Снежина. Основни проблеми на езиковата ситуация в съвременното китайско общество, Издателство на Софийския университет „Св. Климент Охридски“, София, 1983, 212 стр. (вж. рецензиите на А. А. Москальов в сп. „Съпоставително езикознание“, 1984, кн. 3, стр. 94 – 97 и Yang Yenjie 杨燕杰 в сп. 外语教学与研究，1985/4, 72.)
- Гогова, Снежина. Китайская иероглифическая писменность и ее восприятие. В: Годишник на Софийския университет „Климент Охридски“, т. 74, 1979, 4, (изд. 1984), 81 – 104.
- Гогова, Снежина. Свободните словни асоциации в китайския език. Дисертация за присъждене на научнатна степен Доктор на филологическите науки. София, 1997. 340 стр. (непубл).
- Гогова, Снежина. Типологична съпоставка между китайския и българския език. В: Библиотека Кореана. Студии по Кореистика, София, 2000, 3, 18 – 38.

### Преводи
- Джоу Ли-бо. Планинско село. Превод от китайски език. Снежина Гогова, Джан Сун-фън и Мария Стоянова. Народна Култура, София, 1963.
- Джан Сиенлян. Половината на мъжа е жената. Превод от китайски език: Снежина Гогова В: Непознатият изток. Университетско издателство „Св. Климент Охридски“, София, 2001, 299 – 312; 2-ро издание, превод от китайски: Снежина Гогова и Румяна Захариева. Новото лице на Изтока. 20 години ЦИЕК, Университетско издателство „Св. Кл. Охридски“, София 2006, 397 – 421.